# Leandro Alberti
Pour les articles homonymes, voir Alberti.
 (mars 2025).
Si vous disposez d'ouvrages ou d'articles de référence ou si vous connaissez des sites web de qualité traitant du thème abordé ici, merci de compléter l'article en donnant les références utiles à sa vérifiabilité et en les liant à la section « Notes et références ».
Leandro Alberti (né le 12 décembre 1479 à Bologne et mort le 9 avril 1552 dans la même ville) est un religieux dominicain, un philosophe, un historien et un théologien italien du XVIe siècle, qui fut provincial de son ordre.

## Biographie
Né en 1479, Leandro Alberti entra le 25 novembre 1495 au couvent dominicain de Bologne, sa ville natale. Doué d’une très grande facilité, il accomplit des études approfondies sous la direction des maitres dominicains les plus réputés (Piacentino, Monticelli, Prierio, da Casale). Il se consacra principalement aux lettres jusqu’en 1525, date à laquelle le maître général Silvestro da Ferrara l’associa a sa tâche et l’emmena dans ses tournées de prédication à travers la Péninsule. Provincial de Terre Sainte en 1525 et 1530, il demeura ensuite à Bologne, où il exerça la charge d’inquisiteur général, de 1538 à sa mort survenue en 1552.

## Descrittione di tutta Italia

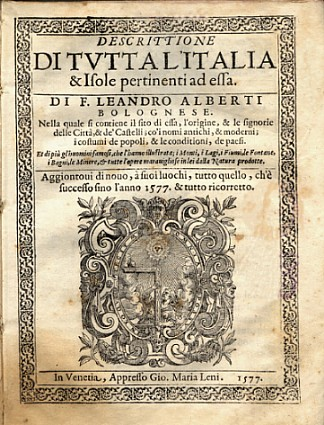
Page de garde de « Descrittione di tutta Italia, nella quale si contiene il sito di essa, l'origine, et le Signorie delle Città et delle Castella » de Leandro Alberti, édition posthume publiée à Venise en 1575.

La Descrittione di tutta Italia de Leandro Alberti compléta l’Italia illustrata de Flavio Biondo. Flavio Biondo et Leandro Alberti se sont inspirés de la structure des livres antiques. Mais Alberti s’est également appuyé sur le travail de Biondo, devenant ainsi l’un des maillons d’une chaîne d’auteurs appelée à s’allonger. En fait, il a mis à jour et complété l’Italia illustrata du secrétaire pontifical, mais sans manifester autant d’esprit critique que son prédécesseur, quoique ses lecteurs appréciaient les citations plus sûres et plus soignées des sources utilisées. Leurs livres restaient au  XVIIe siècle des références appréciées pour leur méthode. Ils divisent la péninsule en plusieurs régions, du nord au sud : Biondo en distingue dix-huit mais exclut les îles de son propos, et Alberti en présente dix-neuf parce qu’il divise la Pouille en Terra di Barri et en Puglia piana. A la différence de Biondo, il inclut les îles qu’il classe à part. A cette nuance près, ils s’en tiennent tous les deux au même schéma descriptif qui présente la topographie, les productions agricoles et artisanales et les villes dans le cadre de chaque région.

## Œuvres

### Œuvres italiennes
Leandro Alberti est l’auteur de plusieurs ouvrages volumineux d’érudition historique et géographique. Il a composé en italien :
- une Histoire de Bologne, sa patrie, dont il ne publia que la 1re décade et le 1er livre de la 2e, Bologne, 1541 et 1545, in-4° ; les 2e et 3e livres ne furent donnés au public que longtemps après sa mort, par le P. Lucio Caccianemici, qui y ajouta ensuite quelques suppléments ; le reste de ce que Léandre Alberti avait composé est demeuré inédit.
- Chronique des principales familles de Bologne, Vicence, 1592, in-4°.
- Descrittione di tutta Italia (lire en ligne), imprimée de son vivant, à Bologne, en 1550, in-fol., et réimprimée plusieurs fois depuis. Il s’agit d’une description géographique, archéologique et historique de la Péninsule qui comprend des notes brèves sur les habitants. C’est un ouvrage curieux, rempli de recherches, mais dépourvu de critique : Alberti mentionne Strabon, Pline l’Ancien, Tite-Live et Tacite, mais s’appuie également sur les Antiquitatum variarum volumina XVIII du Dominicain Annius de Viterbe. Wilhelm Kyriander traduisit cet ouvrage en latin, et le publia à Cologne en 1566[1].

### Œuvres latines
Ses œuvres latines sont :
- De viris illustribus ordinis praedicatorum, libri sex in unum congesti, Bologne, Platonis et Lapi, 1517 (lire en ligne). Ouvrage écrit avec autant d’éxactitude que d’élégance et de pureté, dit le P. Échard ;
- Diatriba de incrementis Dominii Veneti, et De claris viris Reipublicæ Venetæ, deux écrits insérés dans le livre de Gasparo Contarini, De Republica Venetorum, ed. II. Lugd. Batav., 1628.